# Озола, Гуна
Гу́на О́зола (латыш. Guna Ozola; урождённая Гу́на А́болиня — латыш. Guna Āboliņa; род. 1 января 1990, Салдус) — латвийская футболистка, защитница клуба «Лиепая». Выступала за женскую сборную Латвии.

## Карьера

### Клубная карьера
Как воспитанница салдусского футбола, Гуна Аболиня начала играть в местной команде «Лутрини». В 2008 году она перешла в ряды литовского чемпиона «Гинтра Университетас», в составе которой сыграла в последнем розыгрыше Кубка УЕФА перед реорганизацией.
В 2010 году Гуна Аболиня присоединилась к лиепайскому «Металлургу», с которым в этом же году выиграла чемпионат Латвии.
В августе 2012 года Гуна Аболиня была отдана в аренду клубу «Сконто/Цериба» на время проведения квалификационного раунда Лиги чемпионов.

### Карьера в сборной
Впервые в сборную Латвии Гуна Аболиня была вызвана в ноябре 2006 года на матчи предварительного раунда чемпионата Европы, и в первом же матче против сборной Израиля (0:3), 18 ноября, дебютировала в рядах сборной.

## Достижения

### Командные
- Чемпионка Латвии (3): 2006, 2010, 2012
- Серебряный призёр чемпионата Латвии (2): 2007, 2011.
- Чемпионка Литвы (2): 2008, 2009

### Личные
- Футболистка года в Латвии (3): 2006, 2007, 2012